# Bohrmagneton
Het Bohrmagneton {\displaystyle \mu _{\mathrm {B} }} is in de natuurkunde een atomaire eenheid van het magnetisch dipoolmoment van een elektron. In het SI-stelsel wordt de waarde uitgedrukt als
{\displaystyle \mu _{\mathrm {B} }={{e\hbar } \over {2m_{\mathrm {e} }}}=9{,}274\,009\,15(23)\cdot 10^{-24}\ \mathrm {J/T} ,}
waarin e de elementaire lading is, {\displaystyle \hbar =h/2\pi } de constante van Dirac, en {\displaystyle m_{\mathrm {e} }} de massa van het elektron.
Vaak past het beter de waarde aan te geven in elektronvolt per tesla; de waarde is dan
{\displaystyle \mu _{\mathrm {B} }={\hbar  \over 2m_{\mathrm {e} }}=5{,}788\,381\,755(8)\cdot 10^{-5}\ \mathrm {eV/T} .}
Het belang van deze natuurconstante is dat ze slechts ongeveer een promille verschilt van het magnetisch moment van een vrij elektron ten gevolge van spin. De magnetisering van ferromagnetische materialen kan worden aangegeven in bohrmagneton per atoom; zo is de verzadigingsmagnetisering van ijzer bijvoorbeeld 2,2 μB/atom.

## Historisch

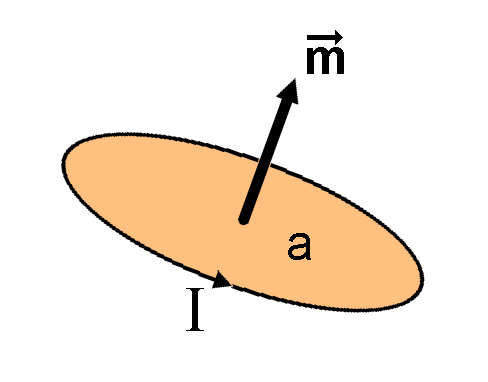
Magnetische moment.

Volgens het atoommodel van Bohr is er in de grondtoestand van het waterstofatoom een elektrische stroom rond de atoomkern. De stroom is volgens dat model gelijk aan de elementaire lading vermenigvuldigd met het aantal keren dat de lading per seconde rondgaat. Deze frequentie wordt gegeven door de snelheid gedeeld door de omtrek. Het magnetische moment is de stroom vermenigvuldigd met de oppervlakte van de baan:
{\displaystyle m=Ia=ef\times \pi r^{2}=e{\frac {v}{2\pi r}}\times \pi r^{2}={\frac {e}{2m_{e}}}\times m_{e}vr={\frac {e}{2m_{e}}}\times L={\frac {e\hbar }{2m_{e}}},}
omdat het baanimpulsmoment L in het laagste Bohrniveau gelijk is aan ħ. Deze afleiding heeft slechts historisch interesse omdat voor de grondtoestand geldt dat L = 0.

## Voetnoten
1. ↑  Bohr magneton, CODATA
2. ↑  Bohr magneton in eV/T, CODATA